# Ford Racing (videojuego)
Ford Racing es un videojuego de carreras publicado por Empire Interactive para Windows y la consola PlayStation. La versión de PC fue desarrollada por Elite Systems y lanzada el 2 de noviembre del 2000, mientras la versión de PlayStation fue desarrollada por Toolbox Design y lanzada el 29 de enero de 2001.
Fue el primer juego en la serie Ford Racing, y recibido mixtos reviews. El 21 de mayo de 2009, Ford Racing fue lanzado como un juego descargable en la PlayStation Store, permitiendo ser jugable en la PlayStation 3 y PlayStation Portable.

## Jugabilidad
La versión de PC de Ford Racing  tiene 12 diferentes vehículos Ford y 10 pistas de carreras, mientras la versión de PlayStation tiene 11 vehículos y ocho pistas. Ninguna de las pistas está basada en locaciones reales. El jugador empieza el juego con un Ford Ka, mientras otros vehículos son desbloqueados cuando el jugador progresa mediante el juego. Dos modelos existen por cada vehículo por los años de 1997 al 2000, por un total de ocho diferentes versiones de cada vehículo.
En el modo carrera del juego, el jugador debe ganar carreras para recibir recompensa de dinero, que puede luego ser usado para mejoras de vehículos. Después de una carrera, el jugador puede elegir ver una repetición, que puede ser vista desde diferentes ángulos de cámara. La versión de PlayStation incluye una opción multijugador, que está ausente en la versión de PC.

## Recepción
| Críticas Publicación Calificación PS PC AllGame GameSpot 4.9/10 GameZone 9.4/10 7/10 IGN 4.3/10 PC Zone 1.9/10 Sports Gaming Network 48/100 Puntuaciones de reseñas Metacritic 53/100 51/100 |              |                 |
| Críticas |              |                 |
| Publicación | Calificación | Calificación    |
| Publicación | PS           | PC              |
| AllGame |              | 2.5/5 estrellas |
| GameSpot | 4.9/10       |                 |
| GameZone | 9.4/10       | 7/10            |
| IGN | 4.3/10       |                 |
| PC Zone |              | 1.9/10          |
| Sports Gaming Network |              | 48/100          |
| |              |                 |
| Puntuaciones de reseñas |              |                 |
| Metacritic | 53/100       | 51/100          |